# Курков, Александр Васильевич
Александр Васильевич Курко́в (1893—1953) — советский актёр театра и кино. Заслуженный артист РСФСР (1951). Лауреат Сталинской премии первой степени (1950).

## Биография
А. В. Курков родился в 1893 году. С 1931 года актёр ЛДТ имени Ленинского комсомола. А. В. Курков умер в 1953 году. Похоронен в Санкт-Петербурге на Большеохтинском кладбище.

## Фильмография
- 1936 — Леночка и виноград — Борис Борисович Рощин
- 1939 — Станица Дальняя — Никифор
- 1957 — На переломе — Ненов

## Награды и премии
- заслуженный артист РСФСР (1951)
- Сталинская премия первой степени (1950) — за исполнение роли в спектакле «Из искры…» Ш. Н. Дадиани (1949)